# Jungjang
Jungjang is een bestuurslaag in het regentschap Cirebon van de provincie West-Java, Indonesië. Jungjang telt 10.260 inwoners (volkstelling 2010).